# Brensbach
Brensbach é um município da Alemanha, situado no distrito de Odenwaldkreis, no estado de Hesse. Tem 23,18 km² de área, e sua população em 2019 foi estimada em 4.969 habitantes.